# Травезио
Травѐзио (на италиански: Travesio; на фриулски: Travês, Травез) е село и община в Северна Италия, провинция Порденоне, автономен регион Фриули-Венеция Джулия. Разположено е на 226 m надморска височина. Населението на общината е 1861 души (към 2010 г.).